# Ex situ
Збереження ex situ буквально означає «збереження поза місцем». Протилежне In situ.

## Загальний опис
Це процес захисту зникаючого виду, різновиду чи породи рослини чи тварини поза межами його природного середовища існування; наприклад, шляхом видалення частини популяції з середовища існування, що знаходиться під загрозою зникнення, та розміщення її в новому місці, штучному середовищі, подібному до природного середовища існування відповідної тварини та під опікою людей, такому як зоопарки. Ступінь, до якої люди контролюють або змінюють природну динаміку керованої популяції, сильно варіюється, і це може включати зміну середовища проживання, репродуктивних моделей, доступу до ресурсів та захисту від хижацтва та смертності. Управління ex situ може відбуватися в межах або поза природним географічним ареалом виду. Особини, що утримуються ex situ, існують поза екологічною нішею. Це означає, що вони не перебувають під таким самим тиском відбору, як дикі популяції, і можуть бути об'єктом штучного відбору, якщо їх утримувати ex situ протягом кількох поколінь.
Цей тип збереження включає як зберігання генетичних ресурсів у банках зародкової плазми, так і створення польових колекцій та управління видами в неволі. Основною метою збереження ex situ є підтримка виживання видів у їхньому природному середовищі, тому його слід розглядати як доповнення до збереження видів та генетичних ресурсів in situ, особливо коли йдеться про види, що знаходяться під критичною загрозою зникнення.

## Існує два типи збереження ex situ:
Банки зародкової плазми, де види зберігаються для виробництва продуктів харчування та сільського господарства.
Центри з видами, які поділяються на фауністичні центри (зоопарки, рятувальні центри, музеї) та флористичні центри (ботанічні сади, розплідники).
В Іспанії є кілька центрів, що займаються збереженням ex situ: на Канарських островах є ферми ящірок, що займаються розведенням ендемічних видів роду Gallotia; на півострові кілька зоопарків та спеціалізованих центрів займаються збереженням як місцевих видів (іберійська рись), так і видів з інших широт, гарним прикладом є фауна Північної Африки: ібіс-самітник, газель-дама, газель-доркас тощо.

## Інтернет-ресурси
- Cloning to revive extinct species, May 28, 2002, Grant Holloway, CNN
- Reproductive Technologies and Conservation of Endangered Cats
- Louisiana's frozen ark
- ONLINE BOOK: In situ conservation of livestock and poultry, 1992, Food and Agriculture Organization of the United Nations and the United Nations Environment Programme
- "The Challenges of Ex situ Orchid Conservation", Orchid Conservation Coalition
- Botanic Gardens Conservation International – international organisation supporting ex situ conservation of priority plant species
- Domestic Animal Diversity Information System
- Implementing the Global Plan of Action for Animal Genetic Resources